# Dace
Pour les articles homonymes, voir Dace (homonymie).

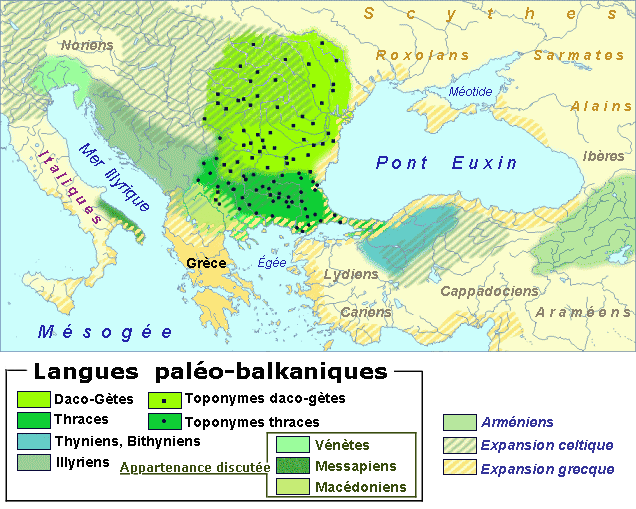
Les langues paléo-balkaniques, dont le dace.

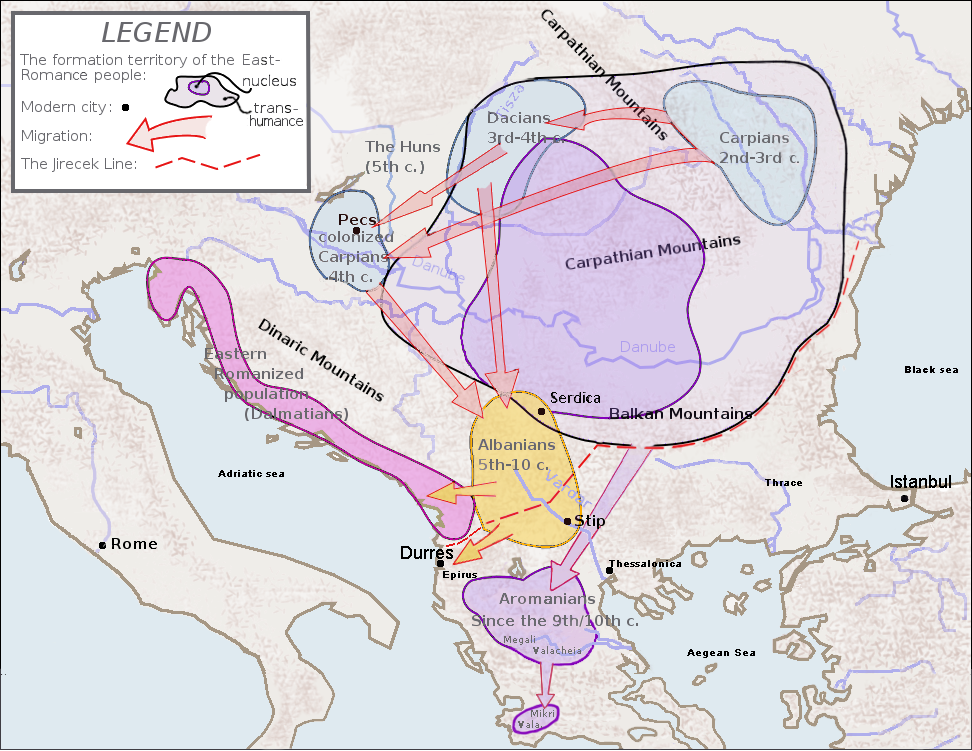
Selon des études linguistiques sur l'origine du roumain et de l'albanais, la romanisation des Daces s'est faite à cheval sur le bas-Danube (zone violette), la romanisation des Thraces et des Illyriens au sud du Danube est un processus séparé qui a donné respectivement les Aroumains (seconde zone violette) et les Dalmates (zone rose), tandis que les Daces non-romanisés (zones bleues) migrèrent vers la péninsule des Balkans lors des invasions des Goths, des Huns et des Gépides, se mêlant aux Illyriens non-romanisés et apportant aux ancêtres des Albanais (zone orange) le lexique commun au roumain et à l'albanais.

Le dace (dit « gète » par les Grecs) est une langue morte du groupe centum des langues paléo-balkaniques de l'antiquité, qui reste très peu connue en raison de l'absence de tout document écrit (le « Rohonczi Codex » étant apocryphe). Les « langues paléo-balkaniques » forment un regroupement géographique de deux branches (l'illyrienne et la daco-thrace) des langues indo-européennes. Ces deux branches étaient linguistiquement distinctes, l'une étant satem, l'autre centum.

## Une langue orale
Comme les Gaulois, quand les Daces écrivent, c'est en grec. En dace, la transmission orale reste privilégiée : très peu de traces écrites nous sont parvenues. Une des rares inscriptions en langue dace ne comporte que trois mots, dont deux noms propres, et se rencontre sur un vase cérémoniel : « Decebalus Per Scorilo », ce qui pourrait signifier « Décébale, fils de Scorilo ».
Le dace est donc connu surtout à partir de la toponymie, par des noms propres (notamment dans les listes militaires romaines et sur les pierres tombales), par des noms de divinités, d'animaux et de 40 plantes médicinales. 
Selon la légende protochronique roumaine, le poète romain Ovide aurait écrit deux poèmes en dace pendant son exil en Scythie mineure, à Tomis, mais rien n'étaye cette légende. En revanche Décébale, roi des Daces, a envoyé des missives en latin à Domitien et à Trajan, contenant des noms propres daces. Quelques inscriptions en alphabet grec ancien se rencontrent sur les murs de quelques forteresses, ainsi que sur des bijoux.
L'existence d'un lexique commun à l'aroumain, au roumain (langues romanes orientales) et à l'albanais (langue non romane) a fait l'objet de nombreuses études et d'explications parfois divergentes :
- l'origine partiellement dace des ancêtres des Albanais, rejoints par les « Daces libres » lors des invasions ;
- le simple contact géographique dans l'actuelle Serbie avant l'arrivée des Slaves ;
- le peuplement roman de l'actuelle Roumanie à partir des Balkans, où les proto-Roumains auraient initialement été voisins des proto-Albanais.

Les débats continuent, d'autant qu'au XIXe siècle et au début du XXe siècle, tout mot du lexique commun roman oriental d'origine inconnue se voyait attribuer d'office une origine dace, ce qui concerne environ 160 mots. Or il a été ultérieurement démontré que 70 sont en réalité d'origine albanaise, langue satem balkanique d'origine non daco-thrace, mais illyrienne, et à phonétisme distinct.